# كبودوال
كبودوال هو شلال طحلبي في غابات محافظة كلستان شمال إيران، يُعَد الشلال الطحلبي الوحيد في إيران يعود تأريخه إلى (7000) عام وقد تم تسجيل شلال كبودوال باعتباره الأثر الـ 604 في السجل الوطني في محافظة كلستان، ويقع نبع هذا الشلال على ارتفاع 30 متراً تقريباً، ويبلغ ارتفاعه 12 متراً وعمق بركته مترين ومساحة حوضه 550 متراً، حيث يقع في عمق الوادي وفي قلب الغابة وسفح جبل هارون بارتفاع 1780 متراً.

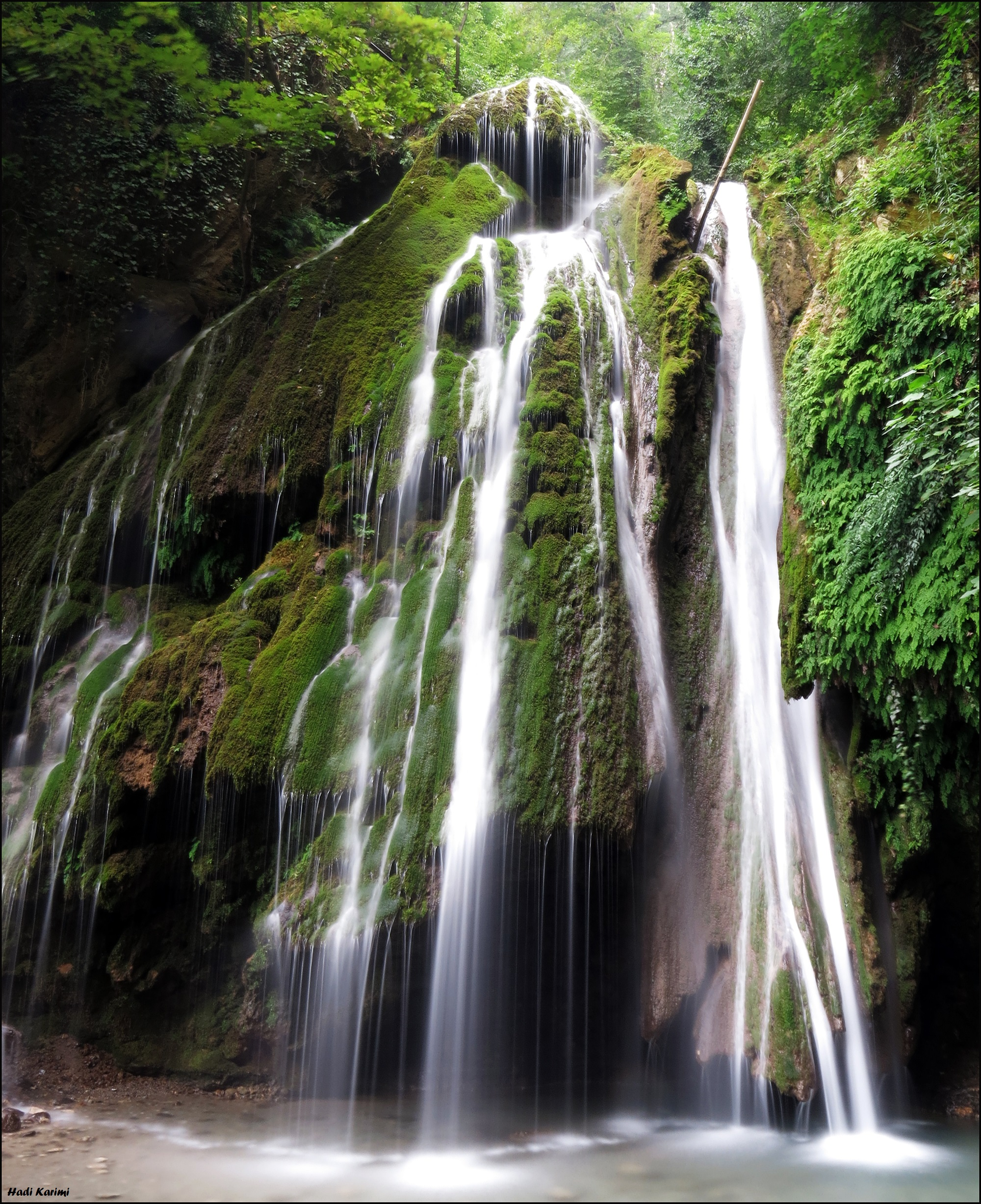
شلال كبودوال وسط غابات توسكستان جنوب شرق مدينة (علي آباد كتول)

## الموقع الجغرافي
يقع شلال كبودوال الطحلبي على مسافة 5 کم إلى الجنوب من مدينة علي آباد کتول بمحافظة كلستان شمالي إيران وسط غابة تمتاز بأنواع كثيرة من النباتات وتنبع منها عيون المياه العذبة ممايجعله محطاً لاجتذاب آلاف السائحين سنوياً لاسيما في فصلي الربيع والصيف.

## خصائص شلال كبودوال الطحلبي
سجل شلال كبودوال في قائمة التراث الطبيعي في إيران عام 2015م نظراً لخصائصه المتعددة ومنها وجود جدار طحلبي، والثروة النباتية والحيوانية. بالإضافة إلى وجود سد ترابي في الطريق إلى الشلال حجمه 17 مليون متر مكعب لخزن مياه الشلال. وبسبب احتواء السد على أنواع من الأسماك يلاحظ وجود أنواع من الطيور ومنها البط والأوز والبجع البري، لذلك يمكن اعتبار هذا السد وأطرافه موقعاً مناسباً لنشاط مراقبة الطيور.

## مرافق الشلال
تضم منطقة الشلال مرافق مناسبة بما في ذلك الطرق الإسفلتية، ساحات لوقوف السيارات، سوبر ماركت، الكورنيش، غرفة الصلاة، مرافق صحية، مبنى متعدد الأغراض، ومبنى الشرطة. وأماكن مخصصة للسياح والزوار.[بحاجة لمصدر]

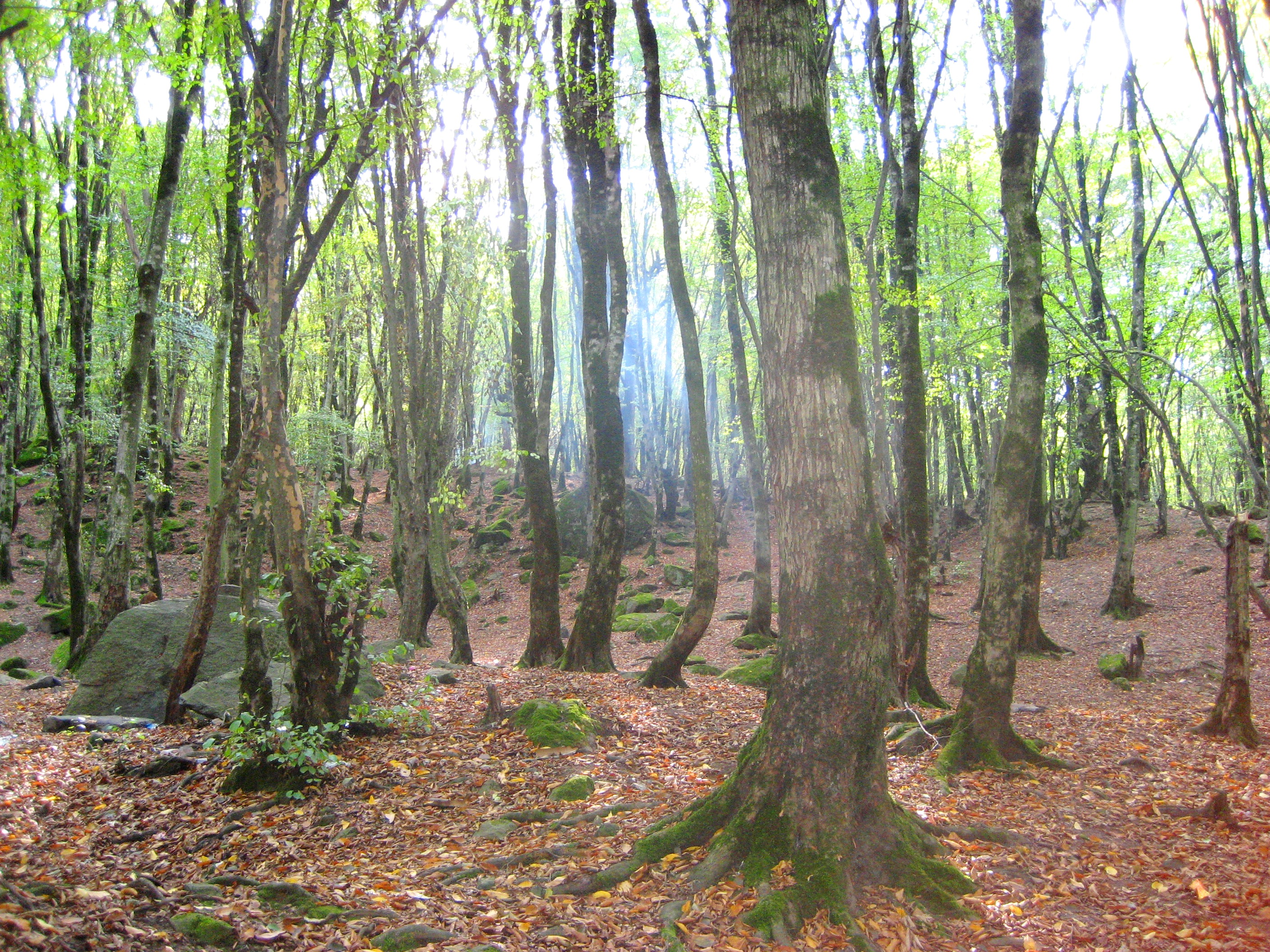
غابات نهارخوران العذراء في كلستان

## غابات وسد شلال كبودوال
- غابات الشلال:

إحدى الغابات الجميلة في مدينة كلستان يطلق عليها كبودوال، ويستضيف متنزه الغابات، الذي تبلغ مساحته 109 هكتارات، العديد من السياح من داخل البلاد وخارجها كل عام. وقد أضاف شلال الطحلب أي شلال كبودوال في الغابة جمالاً إلى سحر هذه المنطقة السياحية. كما وتتمتع الغابات الساحرة المحيطة بشلال كبودوال بموقع مناسب جداً لاستقطاب السياح الإيرانيين والأجانب بسبب قربها من الطريق الرئيسي جرجان – مشهد، كما ان مياه شلال كبودوال التي تجتاز أماكن التنزه العامة تُعَد صالحة للشرب.
- سد كبودوال:

 بالإضافة إلى متنزه الغابة وشلال كبودوال الجميل، يوجد في بداية الطريق إلى المتنزه وفي المنطقة السياحية والطبيعية سد كبودوال، والذي ضاعف جمال الغابة. ويحتوي السد على خزان بحجم 17 مليون متر مكعب وسعة تبلغ 50 مليون متر مكعب من المياه سنوياً، مما يجعل المرافق الترفيهية والسياحية أحد أغراض بناء السد. وأصبح سد كبودوال أحد مناطق الجذب السياحي في كلستان بسبب موقعه في غابة ومنطقة خصبة، حيث يتوقف العديد من السياح عند شلال كبودوال بجوار السد كما يتوقفوا ساعات لمشاهدة المنظر الجميل لهذا السد. ويقع سد كبودوال على بعد 1.5 كيلومتر جنوب مدينة علي آباد كتول، ويوفر السد مع الطبيعة إطلالة رائعة في كل موسم.

## معرض صور

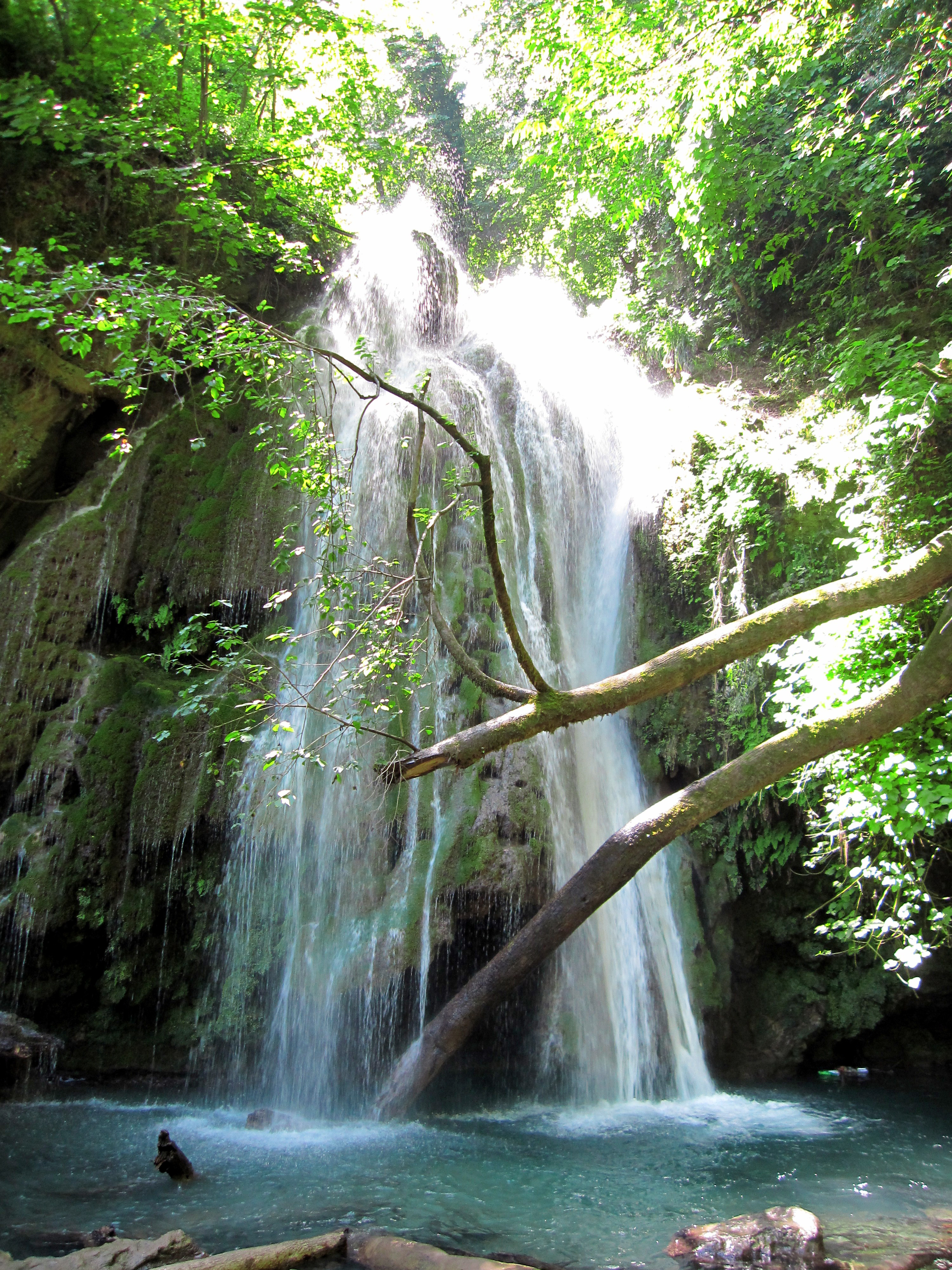
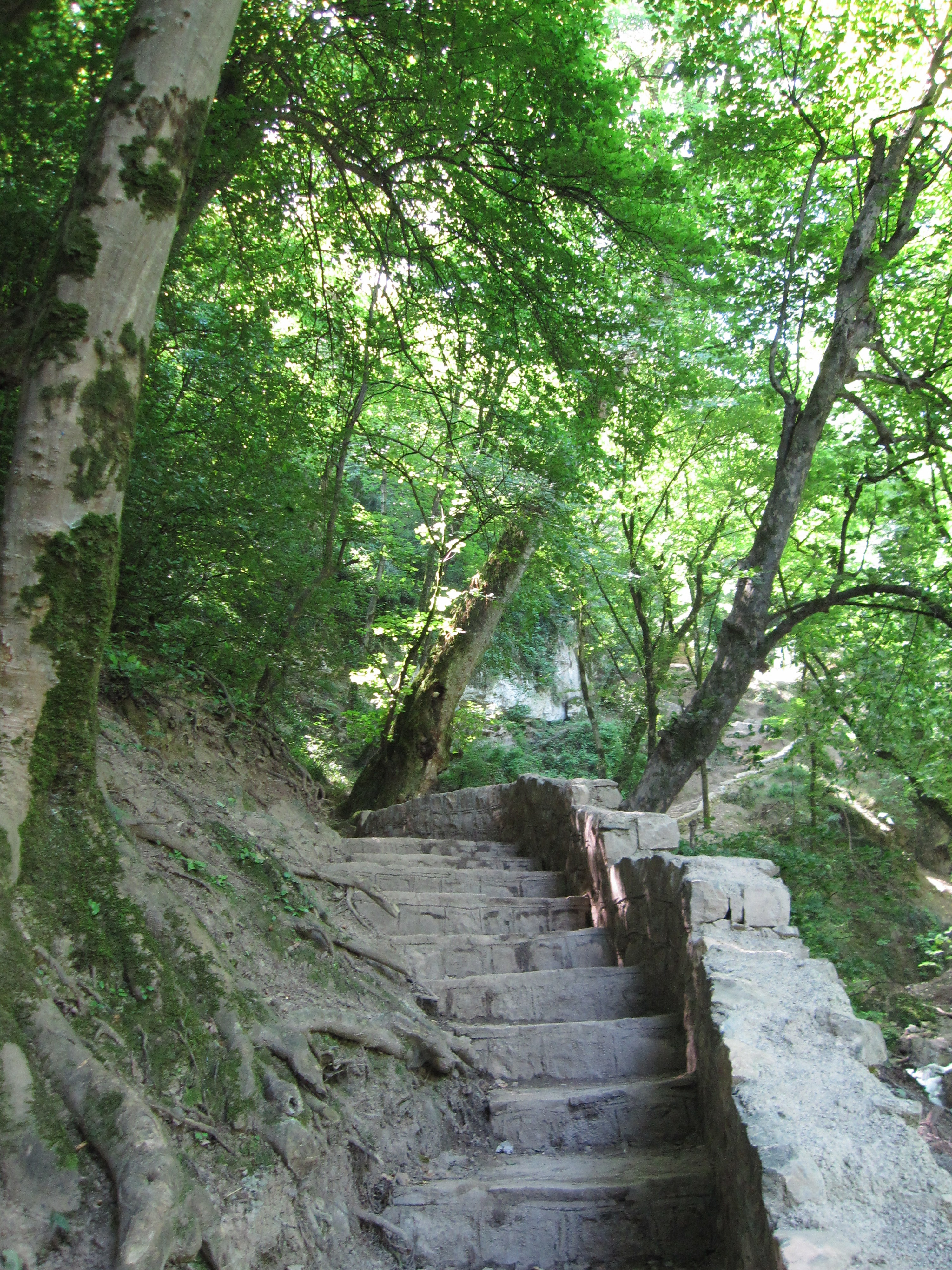
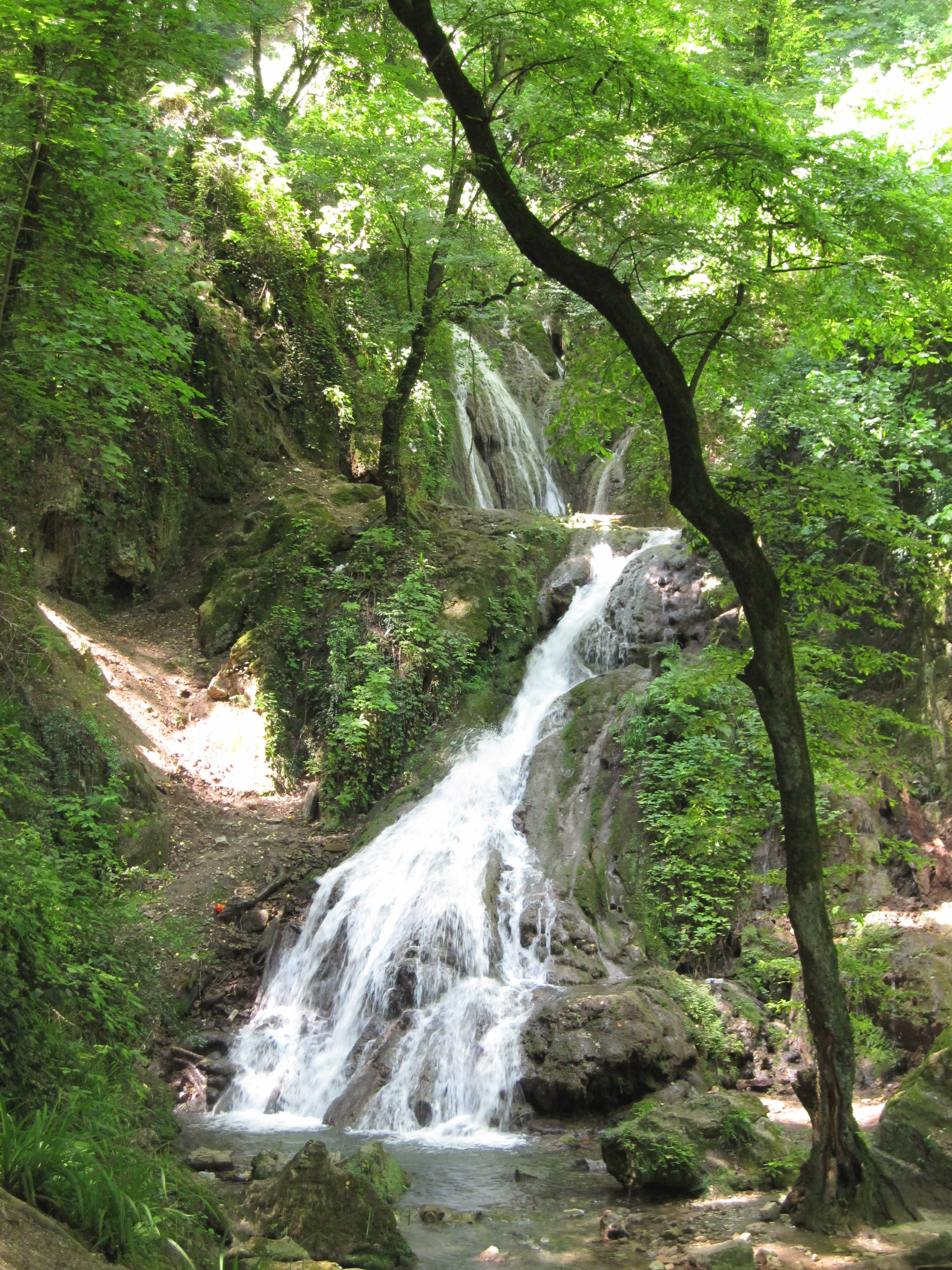
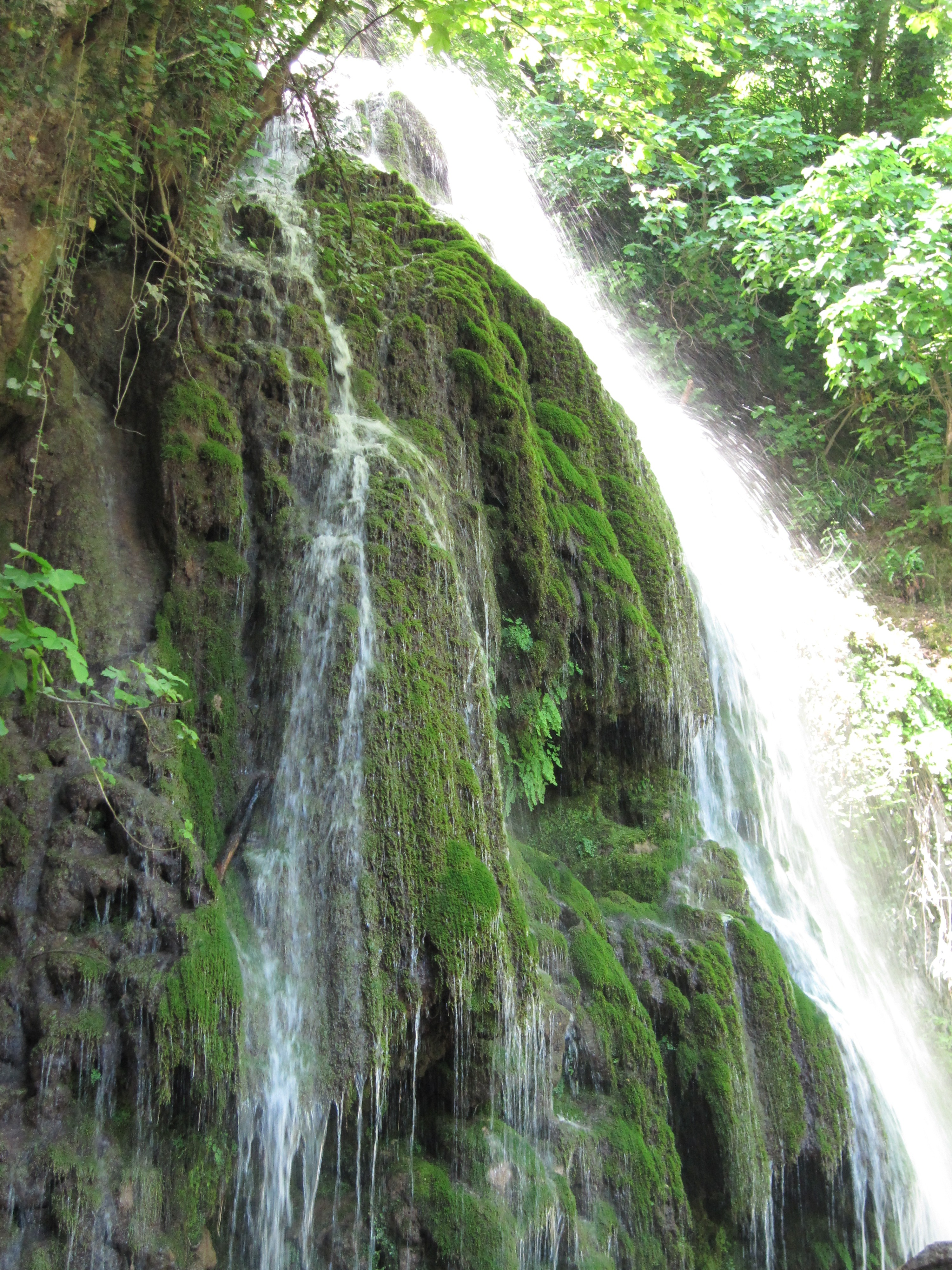
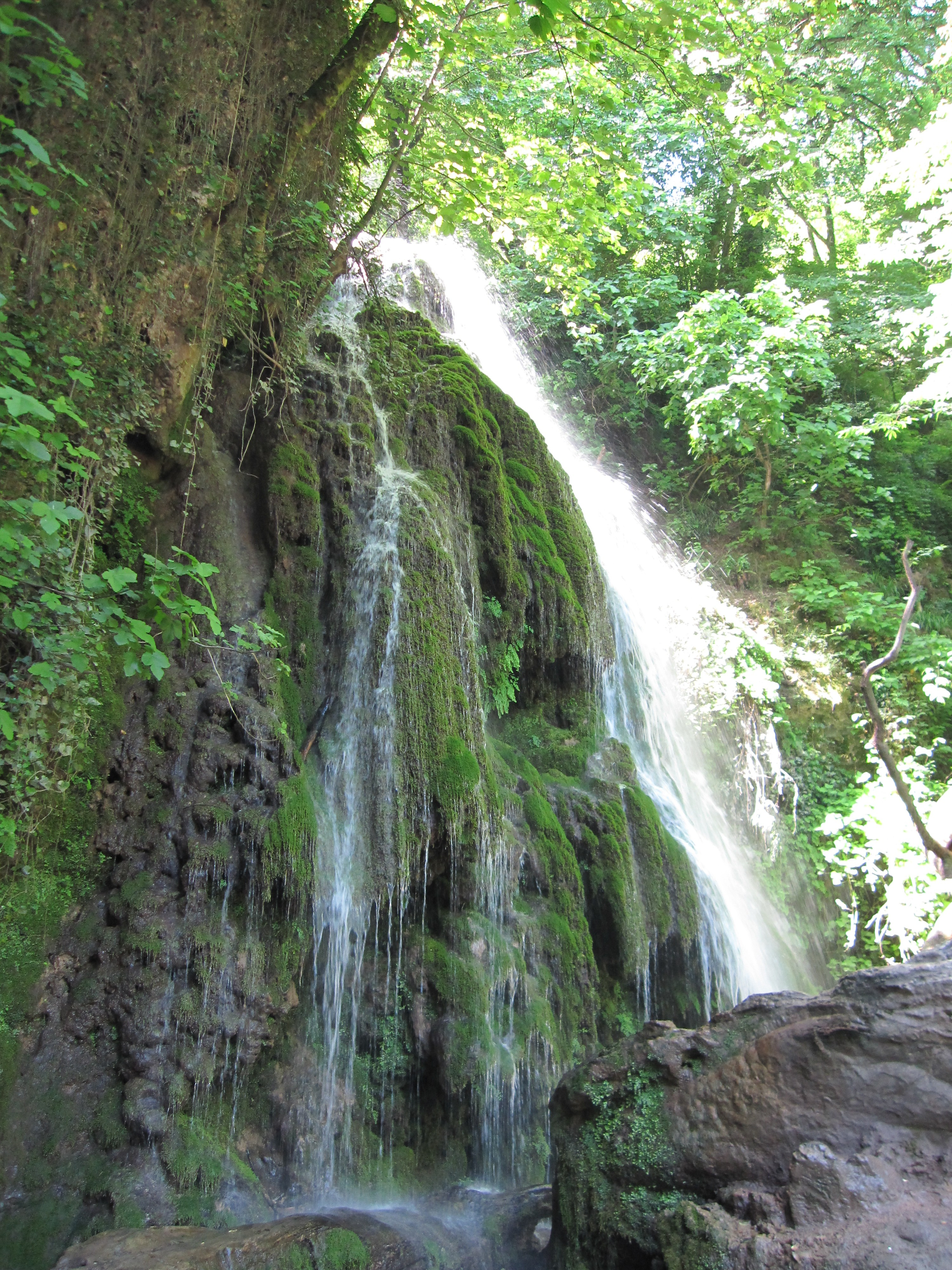
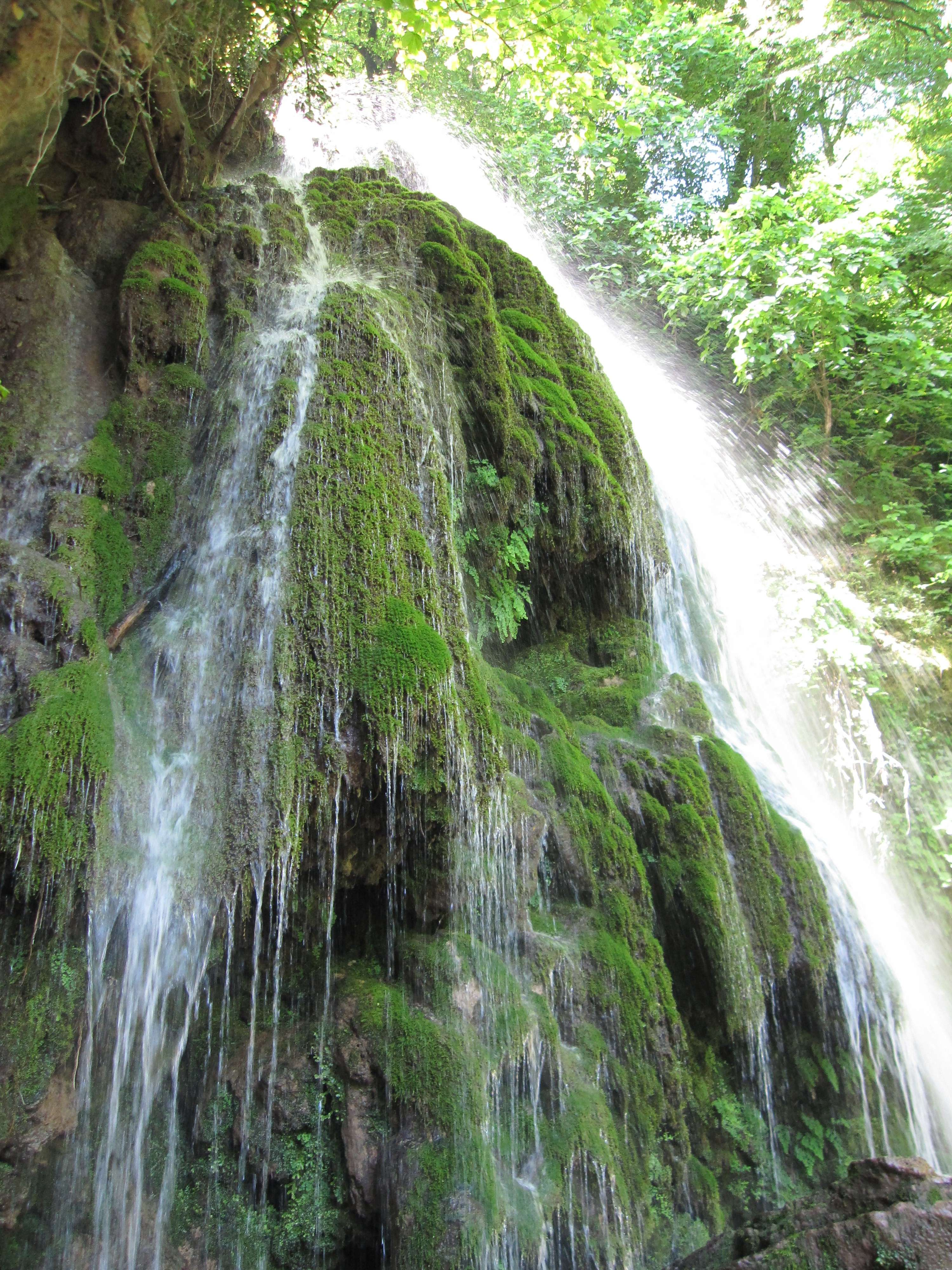